# ولسوالی کشم
کِشم یکی از ۲۸ شهرستان  ولایت بدخشان به مرکزیت شهر مشهد در شمال خاوری افغانستان است که دارای ۱۰۶۸۷۰ نفر جمعیت و ۹۱۰ کیلومتر مربع پهناوروی می‌باشد

## مردم
بیشتر مردمان کشم را تاجیکان فارسی زبان از اقوام آریایی تشکیل می دهند. از اقوام دیگری که در این منطقه زندگی دارند از جمله ازبک‌ها نیز می توان نام برد.

## جغرافيا:
ولسوالی کشم ۹۱۰ کیلو متر مربع مساحت دارد ؛ حدود اربعه آن از طرف شرق به ولسوالی تیشکان ؛ از غرب به ولسوالی فرخار و کلفگان ولایت تخار از جنوب به ولسوالی تگاب  و از شمال به دریای کوکچه مرز میان ولسوالی  رستاق ولایت تخار پیوسته میباشد.
بلوچ مرکزی، بلوچ غربی، بلوچ شولش دره، بلوچ اکرم قشلاق، بلوچ تیجری.

## اقتصاد
ولسوالی کشم که بنام دروازه بدخشان یاد میگردد از جمله ۲۷ واحد اداری بدخشان میباشد با طبیفت و مناظر خیلی زیبا ویگانه ولسوالی است که شالی در آن کشت میگردد و دارای منابع سرشار میباشد و از لحاظ اقتصادی نسبت به تمام ولسوالی‌های بدخشان در سطح بهتری قرار دارد زمین‌های هموار کشت دو فصله نباتات ؛ کشت برنج و ارتباتات و نزدیکی با ولایت تخار ؛ شاهراه قيرریزی شدع و سطح بلند سواد و آگاهی و.... همه و همه کشم را با سایر ولسوالی‌های بدخشان متمایز گردانیده است.

## طبیعت
دریای کشم از دره‌های دور و دراز دره‌های سه گانه ولسوالی تگاب کشم، میرکان خمبک و کوری وكتوبالا سر چشمه گرفته منبع سرشار از انرژی و آبیاری برای کشت‌زارهای دو فصله میباشد و هر
نوع استفاده صورت گرفته میتواند.
کشم با داشتن آب و هوای گرم در فصل بهار، تابستان و خزان بستر خوبی برای کشت سبزیجات را مهیا کرده است و انواع سبزیجات در آنجا کشت می‌گردد و محصولات خوب میدهد مانند : بامیه بادنجان رومی، شلغم، کچا لو، پیاز، گلپی، گندنه، خربوزه، تربوز، بادرنگ، کدو، مرچ، ترای، پالک، گشنیز، کاهو، پودینه نعناع، زردک، خربوزه و ...